# لاسانا کولیبالی
لاسانا کولیبالی (انگلیسی: Lassana Coulibaly؛ زادهٔ ۱۰ آوریل ۱۹۹۶) بازیکن فوتبال اهل مالی است.
از باشگاه‌هایی که در آن بازی کرده‌است می‌توان به باستیا، سرکل بروژ و سالرنیتانا اشاره کرد.
وی همچنین در تیم‌های ملی فوتبال زیر ۲۰ سال و بزرگسالان مالی بازی کرده‌است.